# Ur-Lumma
Ur-Lumma – władca sumeryjskiego miasta-państwa Umma, panujący w 2 połowie XXV w. p.n.e. Syn Enakale, współczesny Enanatumowi I i Enmetenie z miasta-państwa Lagasz. W swych inskrypcjach zarówno Enanatum I jak i Enmetena przypisują sobie zwycięstwo nad Ur-Lummą, który – po klęsce zadanej mu przez Entemenę – miał zostać pojmany i zabity.